# Coalición Global por la Neutralidad del Carbono
La Coalición Global por la Neutralidad del Carbono (CGNC) es un grupo de países, ciudades y organizaciones que se han comprometido a tomar medidas concretas y ambiciosas para lograr los objetivos del Acuerdo de París.

## Historia
La Coalición por la Neutralidad del Carbono fue fundada en 2017, por 16 países y 32 ciudades; inspirada por las acciones tomadas por Bután. En diciembre de ese mismo año, el ministro de Cambio Climático de Nueva Zelanda, James Shaw, dijo: "La Coalición encaja perfectamente con nuestro objetivo de convertirnos en una economía de cero emisiones netas para 2050".
En septiembre de 2018, la Coalición celebró su primera reunión en la Asamblea General de la ONU y se unieron 4 nuevos países: el Reino Unido; Canadá; Dinamarca y España.
En septiembre de 2019, en la Cumbre del Clima de la ONU, se anunció que 5 nuevos países se unirían a la coalición: Austria, Chile, Italia, Japón y Timor Oriental.

## Beneficios
La coalición tiene como objetivo lograr beneficios en 3 áreas clave:
- Beneficios socioeconómicos
- Economías resilientes al clima
- Acelerar la acción climática mundial

## Plan de Acción
Los miembros de la coalición acuerdan:
- Desarrollar y compartir sus estrategias, experiencias, datos y herramientas de descarbonización antes de 2020.[1]
- Promover una mayor ambición de todos los países a nivel mundial en la reducción de emisiones.[1]

## Crítica
En julio de 2019, en un blog del Foro Económico Mundial se publicó que varios miembros no han tomado medidas sustanciales para la neutralidad de carbono.

## Miembros
Los países miembros de la Carbon Neutrality Coalition son:
- Australia
- Alemania
- Canadá
- Chile
- Costa Rica
- Colombia
- Corea del Sur
- Dinamarca
- Etiopía
- Fiyi
- Finlandia
- Francia
- Islandia
- Islas Marshall
- Irlanda
- Italia
- Japón
- Luxemburgo
- México
- Mónaco
- Países Bajos
- Nueva Zelanda
- Noruega
- Portugal
- España
- Suecia
- Suiza
- Timor Oriental
- Reino Unido